# Dibattito

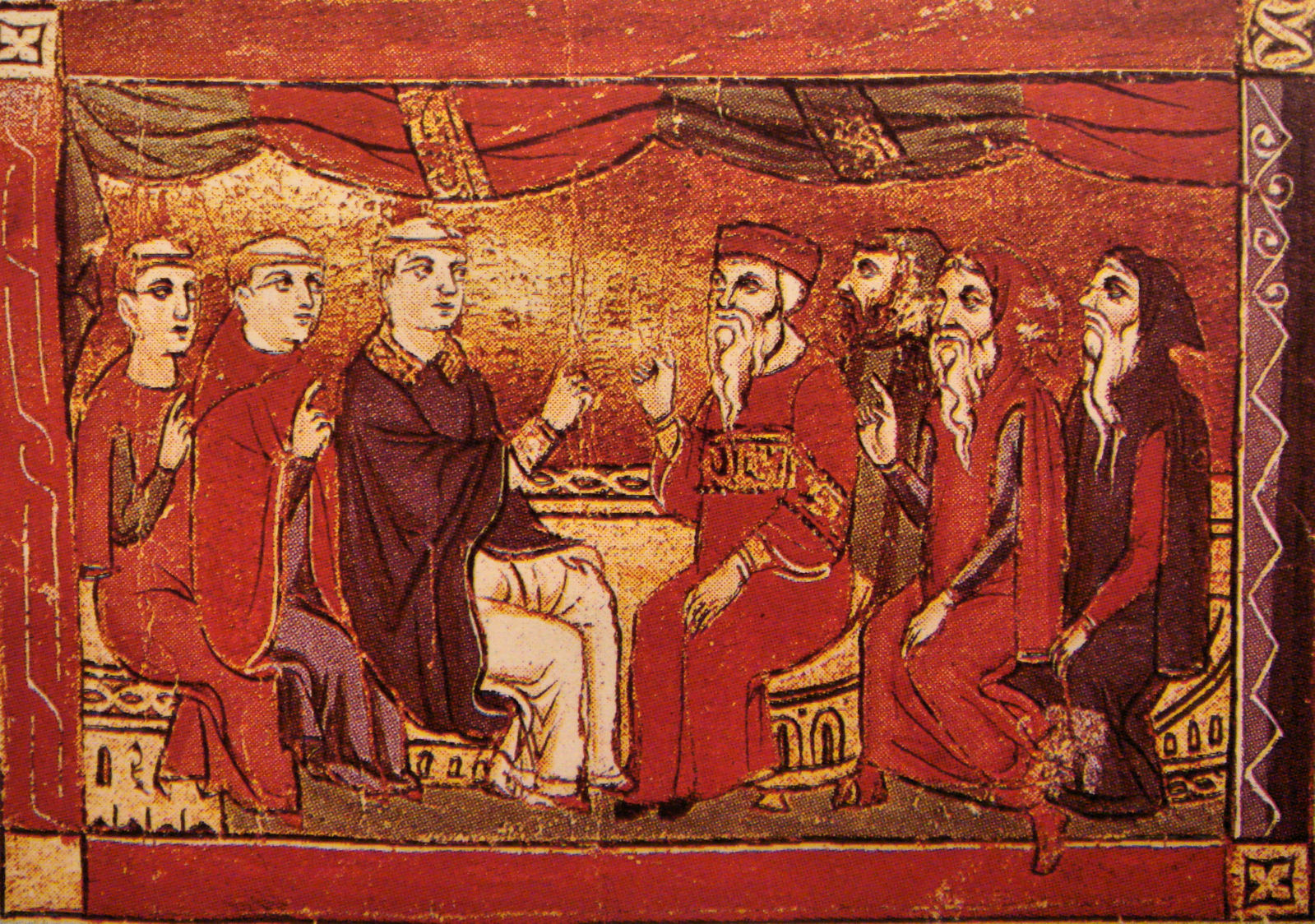
Dibattito fra alcuni religiosi, XIII secolo

Il dibattito o discussione è la trattazione di un tema attraverso un confronto dialettico tra due o più interlocutori, ciascuno dei quali rappresenta posizioni, punti di vista od opinioni diverse (esempio tipico in età contemporanea è il dibattito pubblico televisivo tra più interlocutori su un tema sociale, civile, politico o religioso chiamato spesso con il termine inglese talk show, contraddistinto da un contraddittorio oppure una serie di singole interviste o monologhi).

## Storia

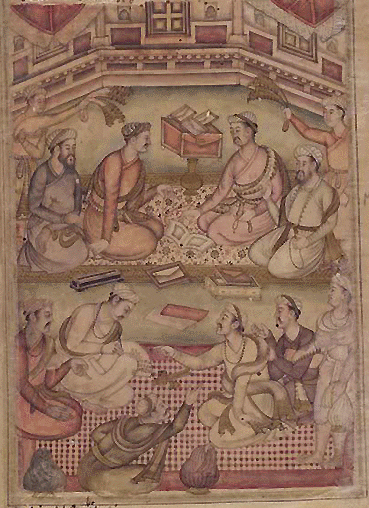
Un dibattito tra studiosi, illustrazione di Razmnama

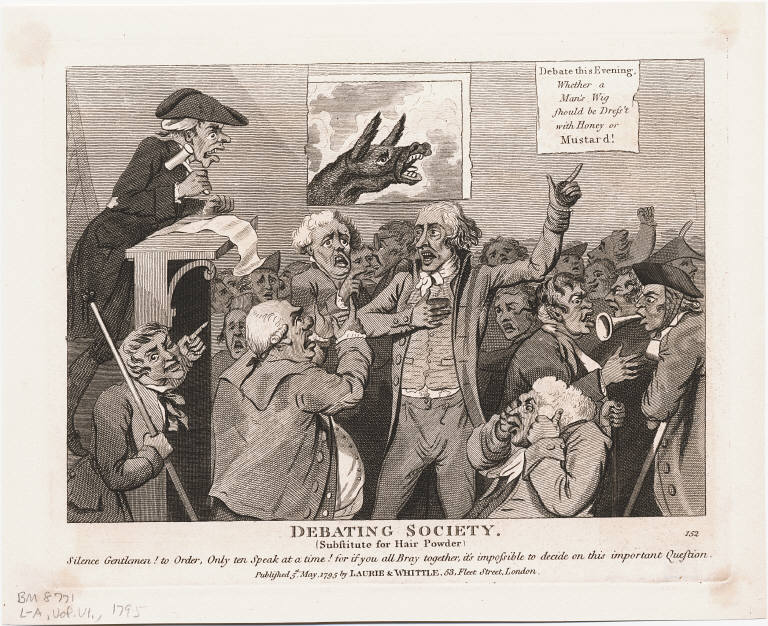
Dibattito Stasera: se la parrucca di un uomo debba essere condita con miele o senape!, una vignetta del 1795 che fa satira sul contenuto dei dibattiti.

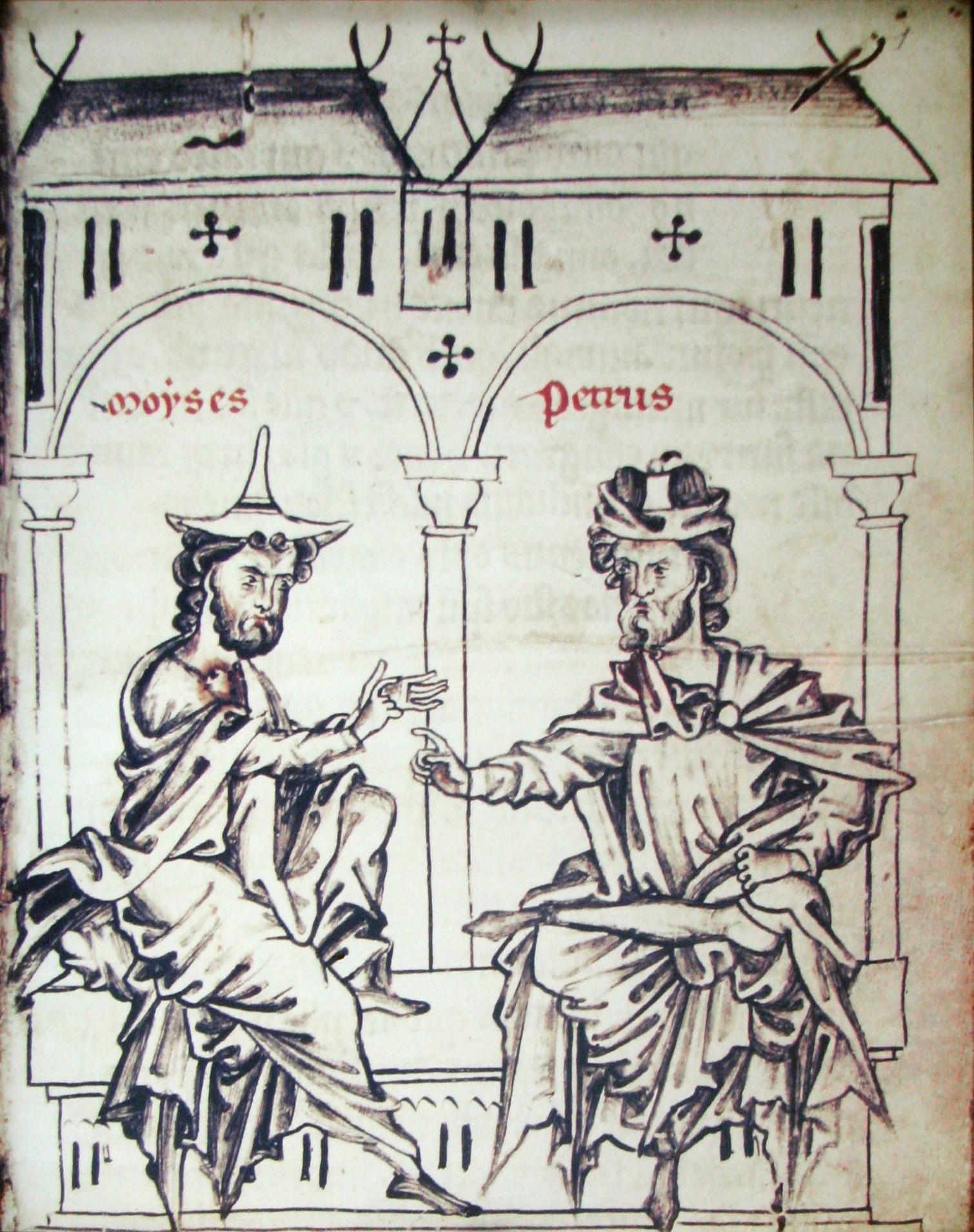
Illustrazione del XIII secolo di un ebreo e un cristiano che discutono in un'opera del convertito ebreo Pietro Alfonsi.

Il dibattito in varie forme ha una lunga storia che può essere fatta risalire ai dibattiti filosofici e politici dell'antica Grecia, come la democrazia ateniese o lo Shastrartha nell'antica India.
Nella dinastia Han della Cina imperiale, il dibattito tra studiosi fu rappresentato in modo più famoso in una serie di dibattiti noti come Discorsi sul sale e sul ferro, tenuti nell'81 a.C. Nominati dall'imperatore Zhao per i suoi due dibattiti più famosi, quei dibattiti si concentrarono sulla riforma delle politiche economiche implementate dal predecessore di Zhao, l'imperatore Han Wudi. 
Le forme moderne di dibattito e la creazione di società di dibattito nel mondo occidentale si sono verificate durante l'Illuminismo nel XVIII secolo.

### Emersione delle società di dibattito
Il Trinity College di Dublino vanta due delle più antiche società di dibattito d'Europa: The Hist nel 1770, ispirata a un circolo di dibattito creato da Edmund Burke nel 1747, e The Phil, fondata nel 1683. La Society of Cogers fu fondata a Londra nel 1755 e opera ancora oggi. Le società di dibattito erano emerse a Londra all'inizio del XVIII secolo e presto divennero un elemento importante della vita sociale di Londra. Sebbene le società di dibattito esistessero a Londra almeno dal 1740, erano esclusive e segrete. Tuttavia, verso la metà del XVIII secolo, Londra promosse una vivace cultura delle società di dibattito, in gran parte dovuta all'aumento dei membri della crescente classe media londinese. Gli argomenti dibattuti coprivano un ampio spettro e le società di dibattito consentivano partecipanti di tutti i sessi e di tutti i ceti sociali, rendendole un esempio della sfera pubblica allargata dell'Età dell'Illuminismo. Le società di dibattito erano un fenomeno associato all'ascesa simultanea della sfera pubblica. Una sfera di discussione, separata dalle autorità tradizionali e accessibile a tutte le persone, fungeva da piattaforma per la critica e lo sviluppo di nuove idee e filosofie. 
John Henley, un ecclesiastico, fondò un Oratorio nel 1726 con l'obiettivo principale di "riformare il modo in cui le presentazioni pubbliche dovrebbero essere eseguite". Utilizzò ampiamente l'industria della stampa per pubblicizzare gli eventi del suo Oratorio, affermandolo come una parte onnipresente della sfera pubblica di Londra. Henley svolse anche un ruolo cruciale nel dare forma allo spazio del circolo di dibattito; introdusse due piattaforme nella sua stanza nel quartiere Newport di Londra per l'organizzazione di dibattiti e organizzò gli ingressi per facilitare la riscossione dei biglietti di ammissione. Queste modifiche furono ulteriormente apportate quando Henley trasferì la sua impresa a Lincoln's Inn Fields. Con il pubblico a quel punto disposto a pagare per l'intrattenimento, Henley capitalizzò la crescente commercializzazione della società britannica. Entro il 1770, le società di dibattito erano diventate una parte saldamente consolidata della società londinese. 

L'anno 1785 fu cruciale. Il Morning Chronicle annunciò il 26 marzo: 
La rabbia per il dibattito pubblico si manifesta ora in tutti i quartieri della metropoli. Escluse le assemblee oratorie a Carlisle House, Freemasons Hall, Forum, Spring Gardens, Casino, Mitre Tavern e altri luoghi di ritrovo per dibattiti, sentiamo che nuove scuole di eloquenza si stanno preparando ad aprire a St. Giles, Clare-Market, Hockley-in-the-Hole, Whitechapel, Rag-Fair, Duke's Place, Billingsgate e Back of the Borough.
Nel 1780, 35 società distinte pubblicizzarono e ospitarono dibattiti a cui partecipavano tra 650 e 1200 individui. L'argomento del dibattito veniva introdotto da un presidente o moderatore, che poi moderava la discussione. Agli oratori venivano assegnati specifici intervalli di tempo per presentare le loro argomentazioni e, dopo il dibattito, si procedeva a una votazione per giungere a una conclusione o per rinviare l'argomento per un'ulteriore deliberazione. Agli oratori era proibito calunniare o insultare altri oratori o allontanarsi dall'argomento designato, sottolineando il valore attribuito alla cortesia dai dibattitori della fine del XVIII secolo. 

### Società di dibattito studentesco
La Princeton University, nei futuri Stati Uniti d'America, ospitò diverse società di dibattito studentesco di breve durata per tutta la metà del 1700. L'American Whig Society presso l'università fu co-fondata nel 1765 dal futuro rivoluzionario James Madison. 
Le Dialectic and Philanthropic Societies furono fondate presso l'Università della Carolina del Nord a Chapel Hill nel 1795 e sono ancora attive.

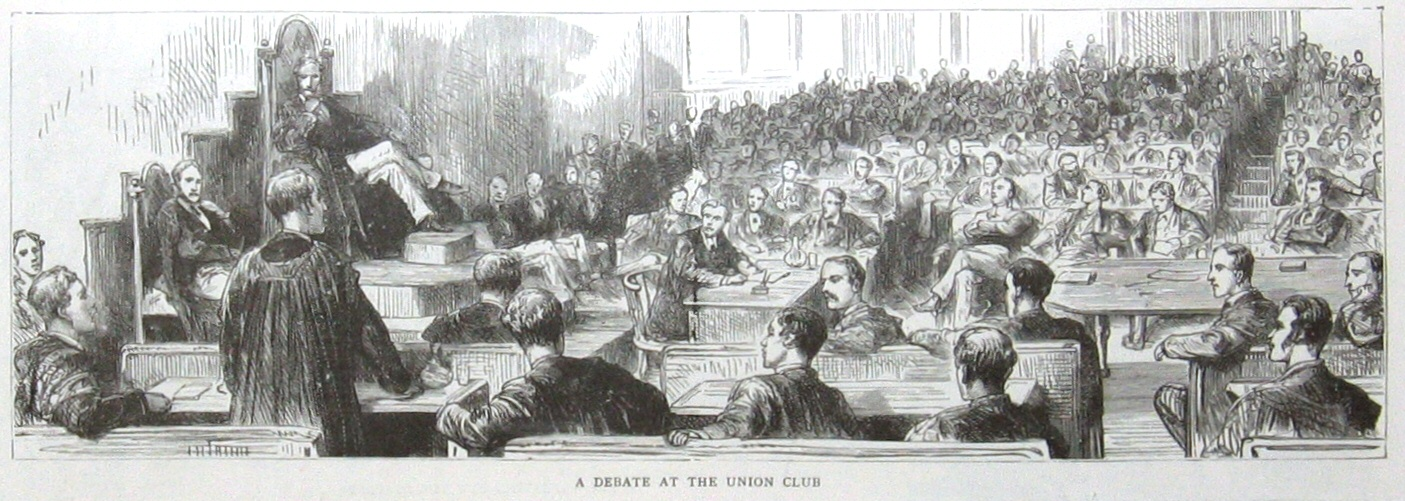
Un dibattito alla Cambridge Union Society (circa 1887)

La prima società di dibattito studentesco in Gran Bretagna fu la St Andrews Debating Society, fondata nel 1794 come Literary Society. La Cambridge Union Society fu fondata nel 1815 e afferma di essere la più antica società di dibattito ininterrottamente operativa al mondo. 
Nei decenni successivi, società di dibattito simili nacquero in numerose altre importanti università, tra cui l'Oxford Union, la Yale Political Union e la Confénce Olivaint.

## Dibattito politico

### Dibattito parlamentare
Nei parlamenti e in altre legislature, i membri dibattono le proposte riguardanti la legislazione prima di votare le risoluzioni, che diventano leggi. I dibattiti sono solitamente condotti proponendo una legge o modifiche a una legge note come emendamenti. I dibattiti in stile parlamentare sono strutturati con due parti opposte, il Leader dell'Opposizione (LO) e il Governo (GOV). Dopo che a ciascuna parte è stato concesso di parlare una volta, ai membri è consentito di fare discorsi di risposta ai punti della parte opposta. Successivamente, i membri del parlamento discutono la proposta prima di esprimere il loro voto a favore o contro tale legge. Il primo esempio di dibattito parlamentare ebbe luogo a Liverpool nel 1882. 
Sebbene la Gran Bretagna abbia inventato il sistema del dibattito parlamentare, non è l'unico paese moderno a utilizzare un sistema parlamentare. I paesi che oggi utilizzano un sistema parlamentare e un dibattito parlamentare includono Canada, Italia, Giappone, Lettonia, Paesi Bassi e Nuova Zelanda. 

### Democrazia partecipativa
La democrazia partecipativa è una forma di governo in cui i cittadini partecipano individualmente e direttamente alle decisioni politiche, il che può essere ottenuto attraverso il dibattito pubblico.
In Francia, la procedura del dibattito pubblico è stata definita dalla legge del 2 febbraio 1995 relativa al rafforzamento della protezione dell'ambiente (comunemente nota come legge Barnier, dal nome dell'allora ministro dell'ambiente). 

### Dibattito d'emergenza
In alcuni paesi (ad esempio, Canada e Regno Unito), i membri del parlamento possono richiedere dibattiti su questioni urgenti di importanza nazionale. Secondo le regole Standing Order, un dibattito di emergenza può avere la precedenza il venerdì o, se il Presidente decide, alla seduta successiva entro l'orario normale. Il Presidente determina anche quando qualsiasi altro affare ordinario, sostituito dal dibattito di emergenza, viene preso in considerazione o scartato. 

### Dibattito tra i candidati alle alte cariche
Nelle giurisdizioni in cui sono eletti i titolari di alte cariche politiche, come il Presidente o il Primo Ministro, i candidati a volte dibattono in pubblico, solitamente durante una campagna elettorale generale.

#### Dibattiti presidenziali negli Stati Uniti

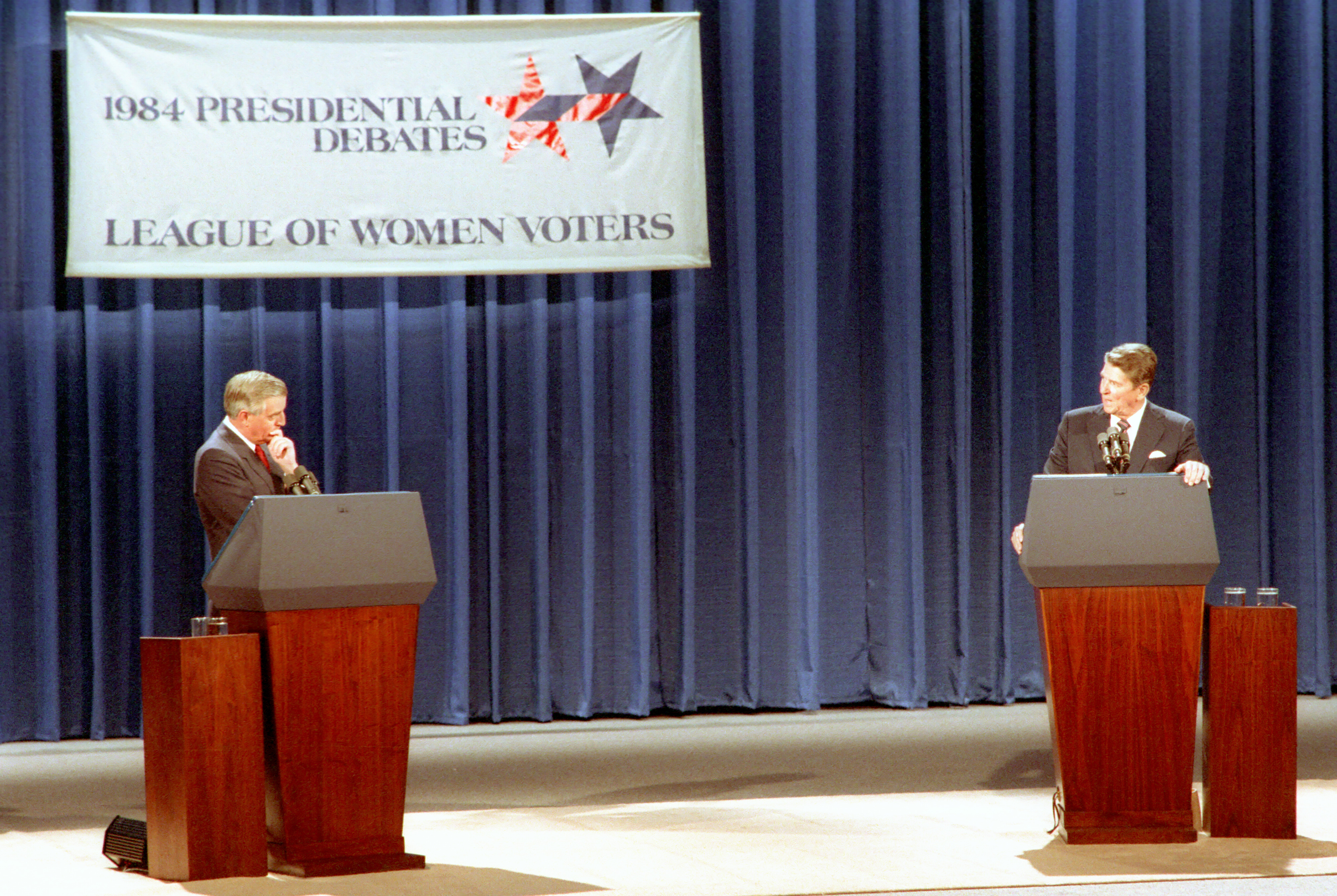
Walter Mondale (a sinistra) e Ronald Reagan durante i dibattiti presidenziali degli Stati Uniti del 1984.

I dibattiti presidenziali sono stati inizialmente moderati nel 1976, 1980 e 1984 dalla League of Women Voters, e la Commission on Presidential Debates (CPD) è stata istituita nel 1987 dai partiti repubblicano e democratico. Lo scopo principale del dibattito presidenziale è sponsorizzare e produrre dibattiti per i candidati alla presidenza e alla vicepresidenza degli Stati Uniti in un ambiente non partigiano. L'organizzazione, che è una società senza scopo di lucro e non partigiana, ha sponsorizzato tutti i dibattiti presidenziali nel 1988, 1992, 1996, 2000, 2004, 2008, 2012, 2016 e 2020.
Tuttavia, nell'annunciare il suo ritiro dalla sponsorizzazione dei dibattiti, la League of Women Voters ha dichiarato che si stava ritirando "perché le richieste delle due organizzazioni della campagna avrebbero perpetrato una frode ai danni dell'elettore americano". Nel 2004, la Citizens' Debate Commission è stata costituita nella speranza di stabilire uno sponsor indipendente per i dibattiti presidenziali, con un ruolo più incentrato sull'elettore nella definizione dei partecipanti, del formato e delle regole.

## Stili di dibattito competitivo

Finalisti del concorso internazionale di dibattito in lingua tedesca Jugend debattiert

Nei dibattiti competitivi, le squadre competono tra loro e vengono giudicate vincitrici in base a un elenco di criteri che di solito si basa sui concetti di "contenuto, stile e strategia". Esistono numerosi stili di dibattito competitivo, organizzazioni e regole, e i dibattiti competitivi si tengono in tutto il mondo a tutti i livelli. 
Il dibattito competitivo è spesso più comunemente riscontrato nelle scuole secondarie e negli istituti di istruzione superiore, specialmente negli Stati Uniti, dove il dibattito competitivo è spesso noto come forense o discorso e dibattito (forensics o speech and debate). Molti paesi spesso organizzano anche tornei di dibattiti competitivi tra diverse scuole. 

### Dibattito australasiatico
Lo stile di dibattito australasiatico consiste in due team di tre persone che discutono un argomento. Esso è presentato sotto forma di una dichiarazione affermativa che inizia con "Quella" o "Questa Camera" ("That" o "This House"), ad esempio, "Quei gatti sono meglio dei cani", o "Questa Camera dovrebbe aumentare le tasse". La maggior parte degli argomenti sono solitamente specifici delle regioni australiane locali per facilitare l'interesse dei partecipanti e del pubblico. 
Ciascuno dei sei oratori (tre affermativi e tre negativi) parla in successione l'uno all'altro, a partire dal team affermativo. L'ordine di parola è il seguente: primo affermativo, primo negativo, secondo affermativo, secondo negativo, terzo affermativo e infine terzo negativo. Il dibattito si conclude con un'argomentazione conclusiva da parte dell'ultimo oratore di ogni team. I "punti di informazione" (una domanda o affermazione di interruzione), più comunemente noti come "POI", sono utilizzati nei dibattiti a livello di scuola secondaria australiana e neozelandese.
Il contesto in cui viene utilizzato lo stile di dibattito dell’Australasia varia, ma in Australia e Nuova Zelanda, viene utilizzato principalmente a livello di scuola primaria e secondaria. 

### Dibattito europeo in piazza
Il dibattito europeo in piazza (european square debating) ha un formato ispirato allo "stile di Parigi" (dove due team di 5 persone discutono una determinata mozione) ma con 4 squadre. Francia, Regno Unito e Germania sono sempre rappresentate, oltre a un'altra grande nazione europea (ad esempio, la Russia). Queste "Nazioni" si confrontano quindi in un dibattito politico su questioni europee, come parti di due ampie coalizioni. Ogni squadra è composta da due oratori (il Primo Ministro e il Ministro degli Esteri). Il dibattito inizia con il primo oratore della Francia, seguito dal primo oratore della Germania (il lato opposto), seguito dal secondo oratore della Francia e dal secondo oratore della Germania. Il dibattito continua con il primo oratore del Regno Unito, seguito dal primo oratore della Russia e prosegue con i rispettivi secondi oratori. Ogni dibattitore parla per 5 minuti. Il primo e l'ultimo minuto sono tempo protetto: non possono essere richiesti Punti di informazione. Durante il resto del discorso, l'oratore può essere interrotto da Punti di informazione (POI - Points of Information) dai paesi opposti (i dibattitori di Francia e Regno Unito possono chiedere POI ai dibattitori che rappresentano Germania e Russia, e viceversa, rispettivamente). Il formato obbliga ogni dibattitore a sviluppare una strategia vincente nel rispetto della coalizione. Questo formato è stato comunemente sviluppato dal Franco-British Comparative Project e Declan McCavanna, Presidente della FDA e ha visto la partecipazione di Francia, Regno Unito, Germania, Russia e Italia.

### Dibattito improvvisato
Il dibattito improvvisato è uno stile di dibattito relativamente informale se paragonato ad altri formati di dibattito altamente strutturati. L'argomento del dibattito viene comunicato ai partecipanti tra i 15 e i 20 minuti prima dell'inizio del dibattito. Il formato del dibattito è relativamente semplice; ogni membro del team di ogni parte parla per 5 minuti, alternando le parti. Segue un periodo di discussione di dieci minuti, simile al tempo di "controinterrogatorio aperto" di altri formati, e poi una pausa di cinque minuti (paragonabile al tempo di preparazione di altri formati). Dopo la pausa, ogni team fornisce una replica di 4 minuti. 
Il dibattito improvvisato è spesso considerato più simile al parlare in pubblico, poiché i discorsi possono essere ovunque tra le routine di stand-up, alla reputazione delle nazioni, a seconda dell'argomento dato ai concorrenti. Ad essi verrà dato un elenco di argomenti astratti quando inizia l'evento e creeranno un discorso sull'argomento scelto.

### Dibattito Mace
Lo stile di dibattito Mace è diffuso in Gran Bretagna e Irlanda a livello scolastico ed è composto da due squadre formate da due persone, che discutono una mozione, che una squadra proporrà e alla quale l'altra si opporrà. Ogni oratore terrà un discorso di sette minuti nell'ordine: 1a Proposta, 1a Opposizione, 2a Proposta, 2a Opposizione. Dopo il primo minuto di ogni discorso, i membri della squadra avversaria possono richiedere un "Punto di informazione" (POI). Se l'oratore accetta, gli è consentito porre una domanda. I POI vengono utilizzati per attaccare un oratore su un punto debole o per argomentare contro qualcosa che l'oratore ha detto. Dopo che tutti e 4 i dibattitori hanno parlato, il dibattito verrà aperto all'udienza, in cui i membri del pubblico interrogheranno le squadre. Infine, un oratore di ogni squadra parlerà per 4 minuti. In questi discorsi riassuntivi, l'oratore risponderà alle domande poste dall'udienza e dall'opposizione, prima di riassumere i loro punti chiave. Il formato Mace del dibattito è progettato per essere adatto ai principianti e per preparare gli studenti al dibattito in stile parlamentare britannico (su cui è modellato).

### Dibattito in stile Oxford
Derivato dalla Oxford Union debating society dell'Università di Oxford, il dibattito in stile Oxford è un formato di dibattito competitivo caratterizzato da una mozione nettamente assegnata che viene proposta da una parte e osteggiata dall'altra. I dibattiti in stile Oxford seguono una struttura formale che inizia con i membri del pubblico che esprimono un voto pre-dibattito sulla mozione che è a favore, contro o indecisa. Ogni membro del panel presenta una dichiarazione di apertura di 7 minuti, dopo la quale il moderatore risponde alle domande del pubblico con sfide inter-panel. Infine, ogni membro del panel fornisce un'argomentazione di chiusura di due minuti e il pubblico fornisce il suo secondo (e ultimo) voto per il confronto con il primo. Un vincitore viene quindi dichiarato dalla maggioranza o dalla squadra che ha influenzato più membri del pubblico tra i due voti.

### Dibattito in stile parlamentare
Il dibattito parlamentare è condotto secondo regole originariamente derivate dalla procedura parlamentare britannica, sebbene il dibattito parlamentare abbia ora diverse varianti, tra cui forme americane, brasiliane, britanniche, canadesi e tedesche. È caratterizzato dalla competizione di individui in un contesto multi-persona. Prende in prestito termini come "governo" e "opposizione" dal parlamento britannico (sebbene il termine "proposizione" sia talvolta usato al posto di "governo" quando si discute nel Regno Unito). 
Il dibattito parlamentare è praticato in tutto il mondo e sono state create molte varianti internazionali. L'evento principale nel mondo del dibattito parlamentare è il World Universities Debating Championship. Questo torneo è condotto nello stile tradizionale del dibattito parlamentare britannico.

### Dibattito buddista tibetano
Questa è una forma tradizionale buddista di dibattito che è stata influenzata da precedenti forme indiane. Ampiamente sviluppato in Tibet, questo stile include due individui, uno che funge da sfidante (interrogante) e l'altro da difensore (rispondente). I dibattitori devono fare affidamento sulla loro memorizzazione dei punti della dottrina, definizioni, illustrazioni e persino l'intero testo, insieme alla loro misura di comprensione ottenuta dall'istruzione e dallo studio.
Le caratteristiche che definiscono in modo univoco lo stile di dibattito del buddismo tibetano sono la recitazione cerimoniale, i movimenti simbolici e i gesti delle mani dei dibattitori. All'apertura di un dibattito, lo sfidante in piedi batte le mani e invoca Mañjuśrī, che è la manifestazione della saggezza di tutti i Buddha e, in quanto tale, è la divinità speciale del dibattito. 
Quando lo Sfidante pone per la prima volta la sua domanda al Difensore seduto, la sua mano destra è tenuta sopra la spalla all'altezza della testa e la mano sinistra è allungata in avanti con il palmo rivolto verso l'alto. Alla fine della sua affermazione, lo Sfidante la sottolinea battendo forte le mani e battendo simultaneamente il piede sinistro. Quindi ritrae stilisticamente la mano destra lentamente con il palmo rivolto verso l'alto e, allo stesso tempo, tende la mano sinistra con il palmo rivolto verso il basso. Tendere la mano sinistra dopo aver battuto le mani simboleggia la chiusura della porta alla rinascita nel saṃsāra. Il tirare indietro e sollevare la mano destra simboleggia la volontà di elevare tutti gli esseri senzienti fuori dal saṃsāra e dall'esistenza ciclica e di stabilirli nell'onniscienza della Buddità. La mano sinistra rappresenta la "Saggezza" - l'"antidoto" all'esistenza ciclica, e la mano destra rappresenta il "Metodo" - l'intenzione altruistica di diventare illuminati per il beneficio di tutti. Il battito rappresenta un'unione di Metodo e Saggezza.

### Dibattito tra "voltagabbana" (turncoat)
In questo stile di dibattito, lo stesso oratore cambia alleanza tra "A favore" e "Contro" la mozione. È una gara da solista, a differenza di altre forme di dibattito.

## Gruppi ed eventi internazionali

### United Asian Debating Championship
United Asian Debating Championship è il più grande torneo di dibattito universitario in Asia, dove squadre dal Medio Oriente al Giappone si riuniscono per dibattere. È tradizionalmente ospitato nel sud-est asiatico, dove la partecipazione è solitamente più alta rispetto ad altre parti dell'Asia. 
I dibattiti asiatici sono in gran parte un adattamento del formato australasiatico. L'unica differenza è che a ogni oratore vengono dati 7 minuti di tempo per parlare e ci saranno punti di informazione (POI) offerti dalla squadra avversaria tra il 2º e il 6º minuto del discorso. Ciò significa che il 1º e il 7º minuto sono considerati il periodo "protetto" in cui nessun POI può essere offerto all'oratore. 
Il dibattito inizierà con il discorso del Primo Ministro (che fa la prima proposta) e sarà continuato dalla prima opposizione. Questo discorso alternato andrà avanti fino alla terza opposizione. Dopodiché i partecipanti che siedono nel banco di opposizione tengono il discorso di replica nel quale parlano per primi e fanno la propria proposta, dopo la quale termina l'intero dibattito.

### International Public Debate Association
L'International Public Debate Association (IPDA) è una lega nazionale di dibattito. L'IPDA è stata fondata nel 1997 presso la St. Mary's University di San Antonio (Texas) da Alan Cirlin, Jack Rogers e Trey Gibson.

## Dibattiti celebri

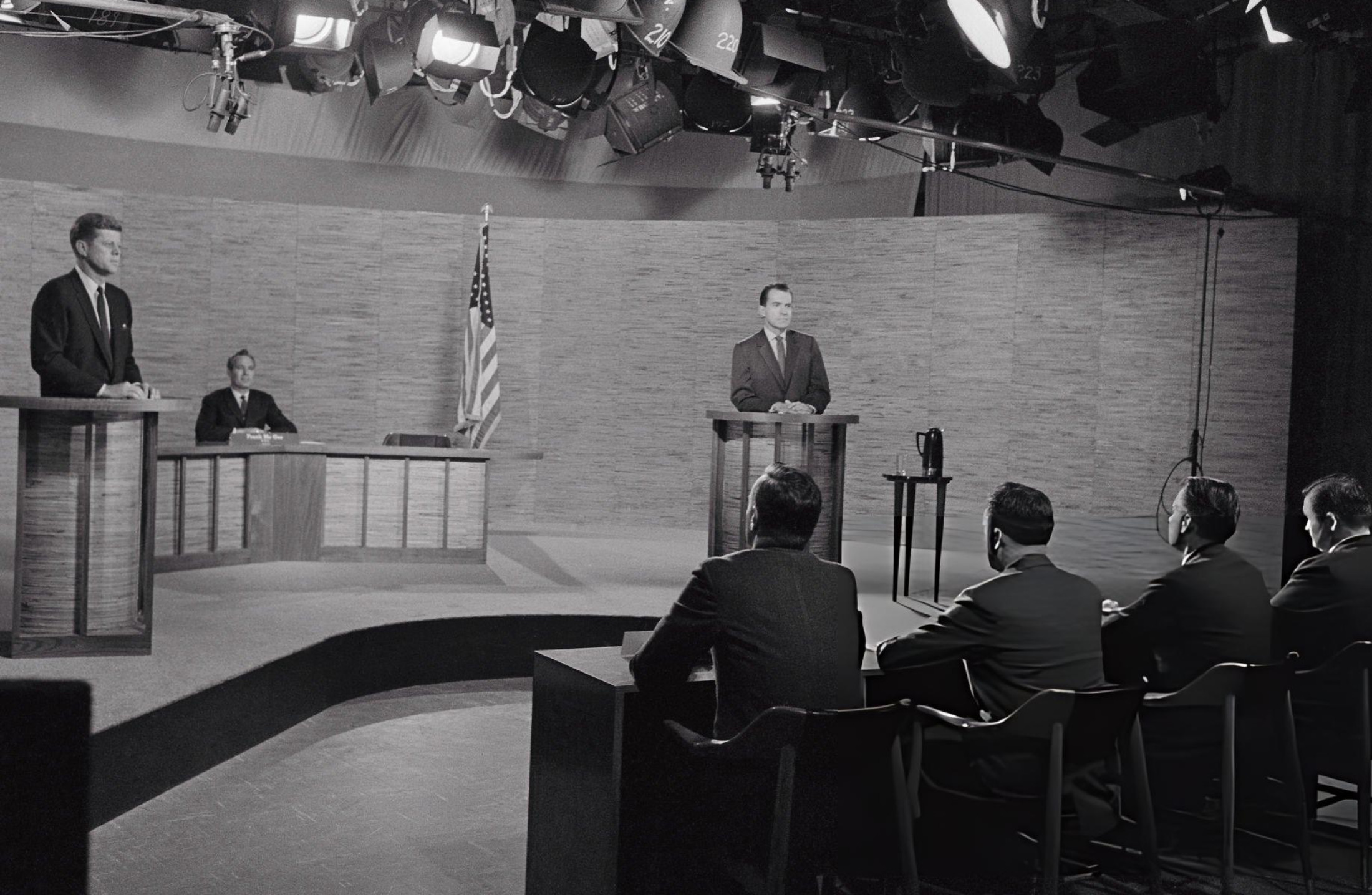
Dibattito fra John F. Kennedy e Richard Nixon 1960

### Generici
- Dibattito pubblico
- Dibattito parlamentare
- Dibattito sull'aborto
- Dibattito sugli OGM

### Storici
- Dibattiti Lincoln-Douglas: una serie di dibattiti occorsi nel 1858 fra Abramo Lincoln e Stephen Arnold Douglas durante la campagna elettorale per l'elezione a senatore, vinta da Douglas
- Dibattito Shapley-Curtis o Grande Dibattito: si tenne nel 1920 a Washington tra gli astronomi Harlow Shapley e Heber Curtis sulla reale natura delle galassie e sulle dimensioni dell'universo osservabile
- Dibattito in cucina: fu una discussione improvvisata, sorta nel 1959 a Mosca fra l'allora vice presidente statunitense Richard Nixon e il premier sovietico Nikita Chruščëv sui meriti dei rispettivi sistemi economici, capitalismo e comunismo